# メリメイキング 〜凸凹な毎日と、あいかわらずな僕ら〜
「メリメイキング 〜凸凹な毎日と、あいかわらずな僕ら〜」（メリメイキング でこぼこなまいにちと あいかわらずなぼくら）は、2005年9月にリリースされたアンティック-珈琲店-の通算7枚目のシングルである。発売元はRed cafe。

## 解説
- 原宿参部作第参弾。
- メリメイキングとはMerry Makingのことである。

## 収録曲
1. メリメイキング(5分6秒)
  - 作詞:みく／作曲:カノン